# Svante Elfgren
Svante Erland Elfgren, född 8 januari 1945 i Vittangi församling, Norrbottens län, död 20 juni 2024 i Lainio, Norrbottens län, var en svensk musiker som på 1960-talet var med och startade samt spelade bas i den svenska rockgruppen The Shanes, som han lämnade 1968.